# Barrio 15 de Agosto
Barrio 15 de Agosto är en ort i Mexiko, tillhörande kommunen Jocotitlán i den nordvästra delen av delstaten Mexiko. Orten hade 237 invånare vid folkräkningen 2010.